# (148081) Sunjiadong
(148081) Sunjiadong est un astéroïde de la ceinture principale.

## Description
(148081) Sunjiadong est un astéroïde de la ceinture principale. Il fut découvert le 11 janvier 1999 à la station de Xinglong par le programme Beijing Schmidt CCD Asteroid Program. Il présente une orbite caractérisée par un demi-grand axe de 2,48 UA, une excentricité de 0,13 et une inclinaison de 9,7° par rapport à l'écliptique.

## Compléments